# Ламмер, Михаэль
Михаэ́ль Ла́ммер (нем. Michael Lammer; род. 25 марта 1983 года в Кильхберге, Швейцария) — швейцарский теннисист; победитель одного турнира ATP в парном разряде; обладатель Кубка Дэвиса 2014 года в составе национальной сборной Швейцарии.

## Общая информация
Михаэль в теннисе с шести лет. Любимые покрытия — грунт и среднескоростной хард, лучший удар — форхенд.

## Спортивная карьера
Профессиональную карьеру начал в 1999 году.
В 2001 году впервые вышел в финал турнира из серии ITF Futures.
В 2003 году впервые принимает участие в турнире ATP в Гштаде. В августе 2004 года выигрывает турнир из серии Futures. Следующий турнир этой серии он выигрывает в мае 2005 года. В августе этого же года дебютирует в основной сетке турнира серии Большого шлема Открытом чемпионате США, где сумел добраться до второго раунда. В январе 2007 выигрывает ещё один Futures. В июле выиграл турнир серии ATP Challenger в Монтобане. В 2008 году выигрывает три турнира серии Futures и турнир Challenger в Пуэбле. В январе 2010 года ему удается впервые добраться до четвертьфинала турнира ATP Окленде.

## Рейтинг на конец года
| Год  | Одиночный рейтинг | Парный рейтинг |
| 2014 | 537               | 531            |
| 2013 | 452               | 1002           |
| 2012 | 360               | 934            |
| 2011 | 251               | 625            |
| 2010 | 251               | 884            |
| 2009 | 209               | 226            |
| 2008 | 267               | 615            |
| 2007 | 212               | 347            |
| 2006 | 290               | 402            |
| 2005 | 220               | 468            |
| 2004 | 391               | 744            |
| 2003 | 295               | 346            |
| 2002 | 397               | 469            |
| 2001 | 593               | 978            |
| 2000 | 541               | 1393           |
| 1999 | 905               |                |

## Выступления на турнирах

### Финалы турнировATPв парном разряде (1)

#### Победы (1)
| Легенда                              |
| ------------------------------------ |
| Турниры Большого шлема (0)           |
| Кубок Мастерс / Финал АТР-тура (0)   |
| ATP Мастерс 1000 (0)                 |
| ATP International Gold / АТР 500 (0) |
| ATP International / АТР 250 (0+1)    |

| Титулы по покрытиям | Титулы по месту проведения матчей турнира |
| ------------------- | ----------------------------------------- |
| Хард (0)            | Зал (0)                                   |
| Грунт (0+1)         | Зал (0)                                   |
| Трава (0)           | Открытый воздух (0+1)                     |
| Ковёр (0)           | Открытый воздух (0+1)                     |

| №  | Дата           | Турнир           | Покрытие | Партнёр          | Соперники в финале              | Счёт    |
| 1. | 2 августа 2009 | Гштад, Швейцария | Грунт    | Марко Кьюдинелли | Ярослав Левинский Филип Полашек | 7-5 6-3 |

### Финалы командных турниров (1)

#### Победы (1)
| №  | Год  | Турнир       | Команда                      | Соперник в финале                              | Счёт |
| 1. | 2014 | Кубок Дэвиса | Швейцария Не играл в финале. | Франция Ж.-В.Тсонга,Г.Монфис,Ж.Беннето,Р.Гаске | 3-1  |